# Парк «Юність» (Черкаси)
Парк «Ю́ність»  (сквер «Юність») — парк-пам'ятка садово-паркового мистецтва місцевого значення у місті Черкаси. Розташований у центрі міста, на бульварі Шевченка між вулицями Остафія Дашковича та Байди Вишневецького.
Площа 1,3 га (за даними Департаменту екології та природних ресурсів обласної державної адміністрації площа зменшилася до 0,92 га). Природоохороний статус: парк-пам'ятка садово-паркового мистецтва місцевого значення. Статус отриманий у 2009 році. Перебуває у віданні КП «Дирекція парків» (Черкаська міськрада).

## Загальні дані
Парк облаштований пішохідними доріжками, встановлено нові лавки. Біля скверу підприємством «Черкаси водоканал» було встановлено перший у місті питний фонтан. Триває робота над проектом капітальної реконструкції парку, зокрема перепланування та оновлення пішохідних доріжок.

## Події та заходи
Щороку на новорічні та різдвяні свята у сквері облаштовується «Казкове містечко».